# Šlezi
Šlezi (u vlastitom jeziku Ślůnzoki, u dolnjošleskom Schläsinger; ime možda dolazi od riječi Ślęża, kojim se označavaju planine Ślęża i lijeva pritoka Odre, rijeka Ślęza) su jedan od zapadnoslavenskih naroda u bazenu Odre, naseljen na području Gornje Šleske što se prostire između gornjeg toka rijeke Odre i gornjeg toka Visle, a danas je podijeljen između Poljske, Češke i Njemačke. 
Šlezi su u povijesti bili izloženi germanizaciji (asimiliranje u Nijemce), polonizaciji (u Poljake) i bohemizaciji (u Čehe). Godine 2011. u Poljskoj se 817.000 ljudi deklariralo Šlezima, a u Češkoj godinu dana prije 12.231. Znatan je broj germaniziranih Šleza koji danas govore njemačkim jezikom.

## Poznati Šlezi
- Johann Palisa, austrijski astronom